# Bonner Straße (Köln)
Die Bonner Straße ist eine 5666 Meter lange Ausfallstraße und Radialstraße, die durch die Kölner Stadtteile Neustadt-Süd, Bayenthal und Marienburg führt.

## Verlauf und Name
Sie verläuft vom Chlodwigplatz in Südrichtung bis zum Verteilerkreis Köln (umgangssprachlich „Bonner Verteiler“ oder „Süd-Verteiler“) an der Militärringstraße (), wo sie endet. Die südliche Verlängerung der Bonner Straße ist die  Richtung Bonn, die der Bonner Straße ihren Namen gab. Ihre nördliche Verlängerung stadteinwärts bildet die Severinstraße.
So wie die Aachener Straße nach Aachen führt, die Neusser Straße den Verkehr nach Neuss lenkt und die Venloer Straße nach Venlo führt, wird der Verkehr auf der Bonner Straße nach Bonn geführt. Der Straßenname folgte dem Gesetz der Richtungsweisung, das in den Benennungsgrundsätzen des Jahres 1939 enthalten war.

## Geschichte
Der Ursprung der Bonner Straße geht auf die Römerzeit zurück, sie war ein Abschnitt der Römischen Rheintalstraße und führte in einem knappen Kilometer Entfernung am Hauptquartier der römischen Rhein-Flotte vorbei.

### Römerzeit

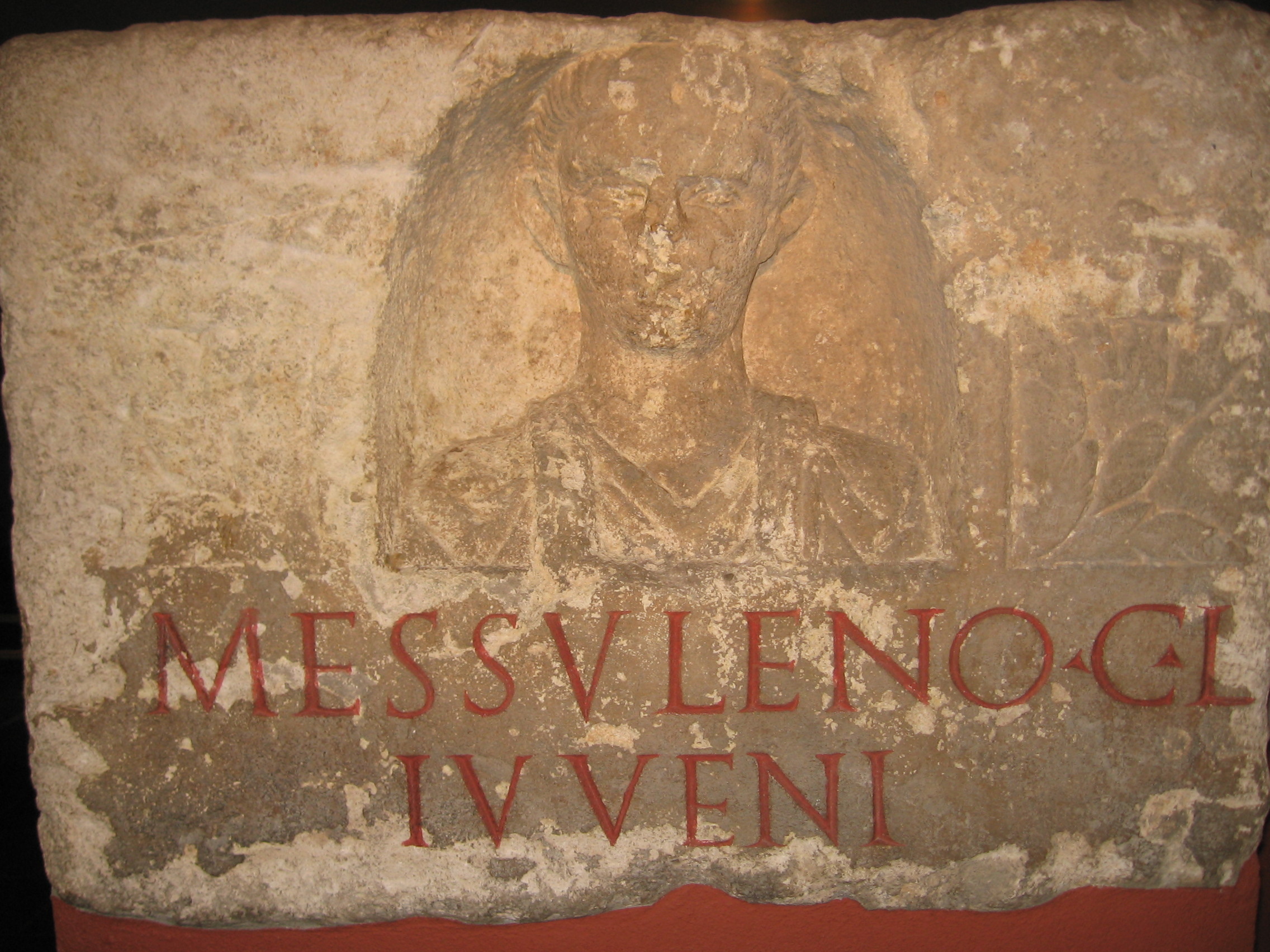
Grabstele des Gaius Messulenus

Die Bonner Straße entstand im 1. Jahrhundert als römische große Heeresstraße (lateinisch via militaris Praetoria). Aus dieser Zeit sind Grabsteine von Soldaten der ersten und zwanzigsten Legion des Kölner Winterlagers erhalten, deren Fundstätten sich an der Bonner Straße bis hin zur Arnoldshöhe befanden (Bonner Straße Nr. 120–122, 130, 177). So fand man beispielsweise in der Höhe der Bonner Straße Nr. 130 eine Grabstele des Gaius Messulenus (freigelassener Sklave). Während der Römerzeit war die Bonner Straße als Gräberstraße außerhalb der Stadtmauer die Verlängerung des Cardo maximus über das Südtor und führte nach Süden über Bonn (lateinisch Bonna), Koblenz (lateinisch Confluentes) und Mainz (lateinisch Mogontiacum) nach Rom.

### Mittelalter

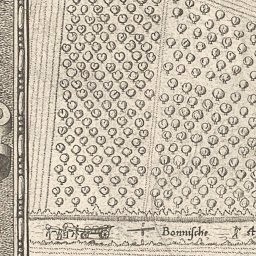
Kölner Stadtansicht von 1570 von Arnold Mercator

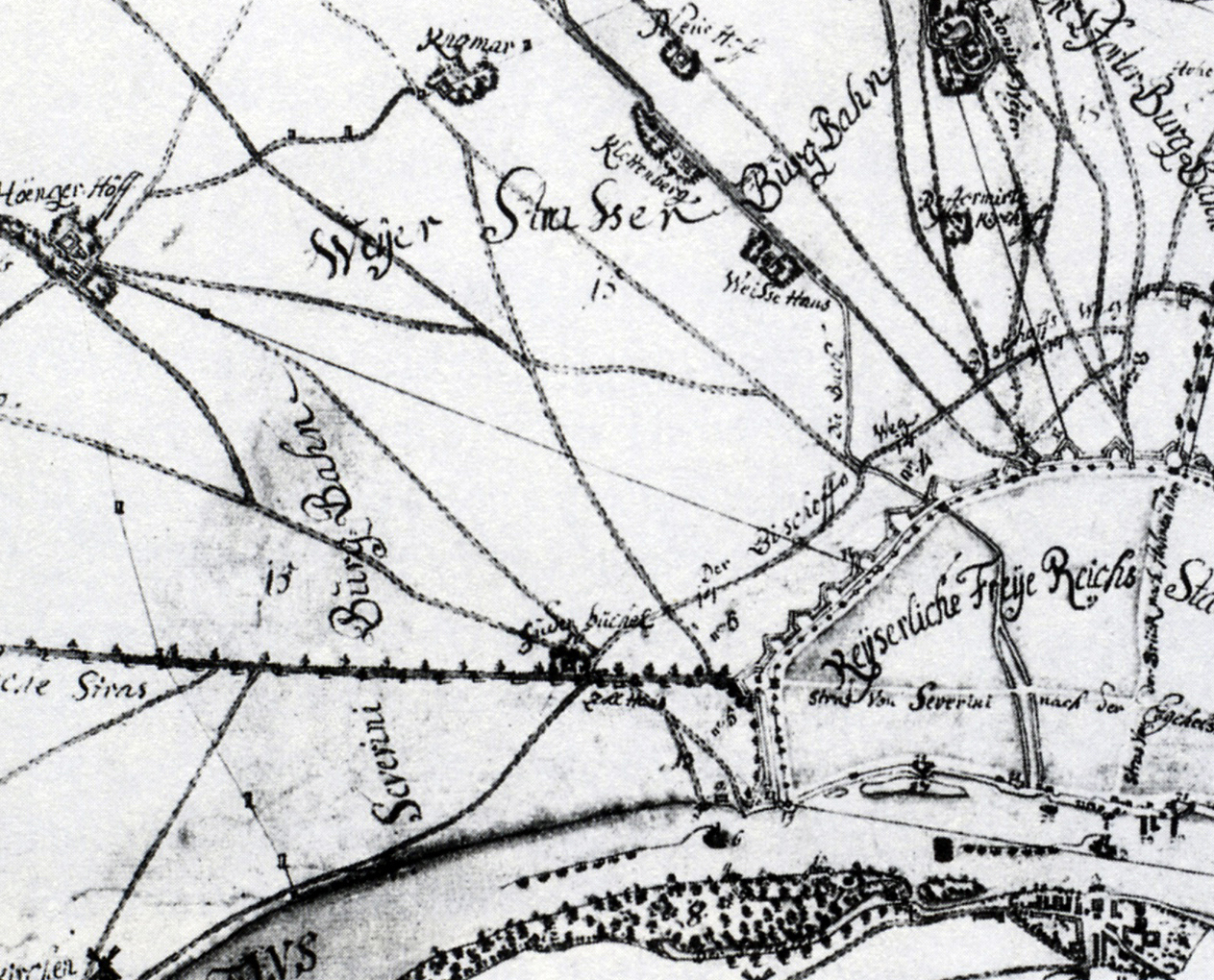
Schweidkarte des Abraham Hogenberg (1609)

Der Judenfriedhof Judenbüchel („Am toten Juden“; rund 29.000 m2 groß) ist erstmals 1146 bezeugt und lag in der Höhe des Bischofswegs an der heutigen Einmündung der Brühler Straße/Raderberger Straße in die Bonner Straße. Im Jahre 1163 wurden dort „Katharer“ (Ketzer) verbrannt. Spätestens seit 1463 befand sich am Judenbüchel auch ein Siechenhaus, und 1697 ließen zwei Kölner Bürger dort eine Kapelle errichten. Beim offiziellen Eintritt des neuen Kölner Erzbischofs Hermann IV. von Hessen kamen dort am 17. Februar 1488 am Schlagbaum etwa 400 berittene Bürger und 1.350 Reiter des erzbischöflichen Gefolges zusammen.
Auf Arnold Mercators Kölner Stadtansicht von 1570 befand sich um die „Bonnische Straiß“ ausschließlich landwirtschaftliche Anbaufläche. So hieß sie auch noch im September 1690, als eine Landkarte hier lebhaften Straßenverkehr zeigte. Die Schweidkarte des Abraham Hogenberg aus 1609 verzeichnete zwar die Bonner Straße, nannte jedoch nicht ihren Namen.

### Gründerzeit

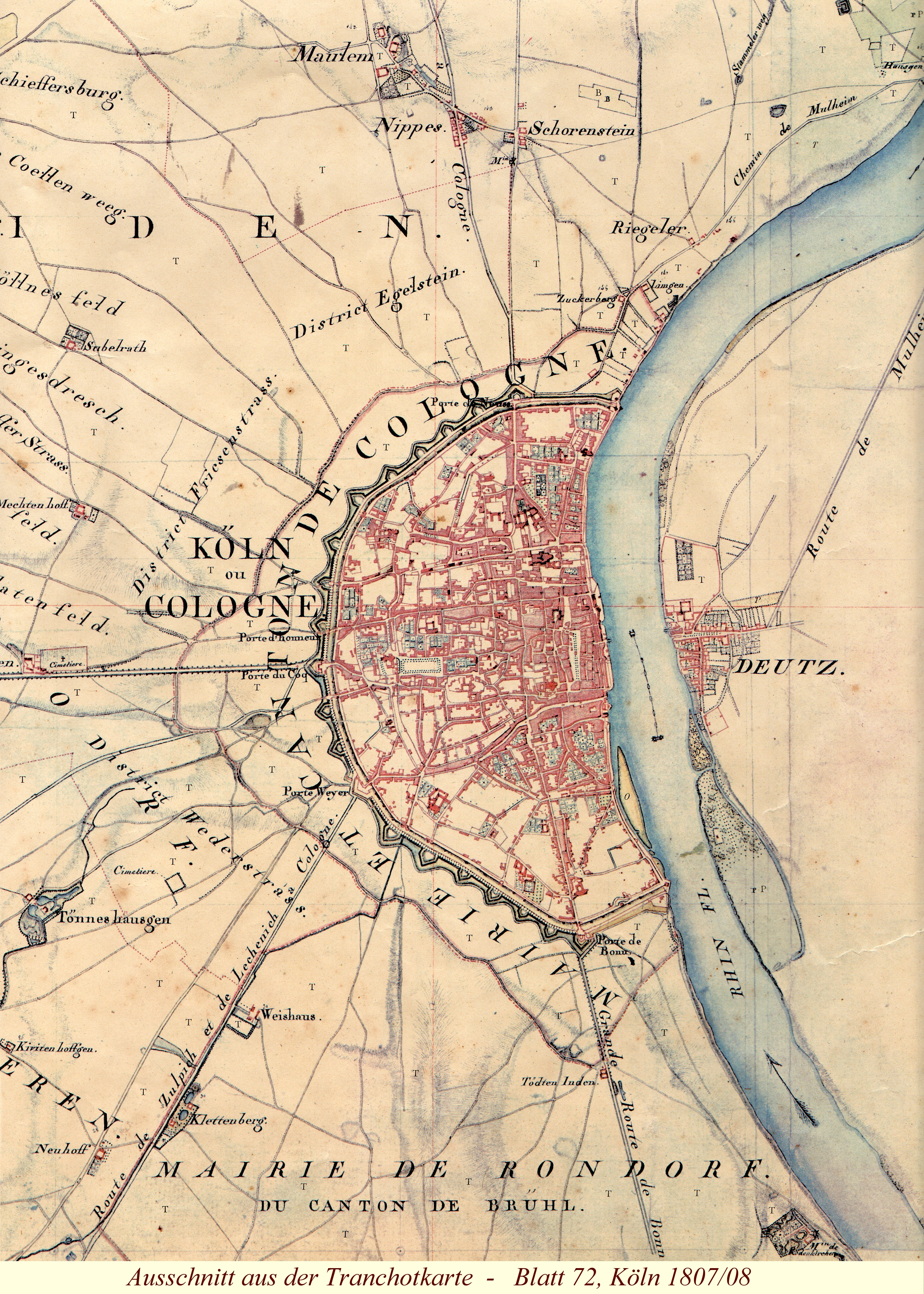
Tranchot-Karte – Bonner Straße als „Grand Route de Bonn“ (1807/1808)

Die Karte des Jean Joseph Tranchot aus 1807/1808 zeigt sie als „Grand Route de Bonn“ mit dem „Tödten Juden“. So hieß sie auch in dem im Januar 1813 von Ferdinand Franz Wallraf veröffentlichten „Itinéraire de Cologne“, dem einzigen Kölner Adressbuch in französischer Sprache. Eine Karte von 1874 verzeichnete sie als „Chausee von Bonn“. Beim Ausbau der Neustadt Süd wurde die Bonner Straße zur Torstraße, denn sie führte zum damaligen „Bonner Tor“ im äußeren Stadtwall. Das Bonner Tor war Teil des im April 1815 begonnenen Festungsrings Köln, wo das Fort II („Großfürst Nikolaus von Russland“) in Höhe Marktstraße zwischen November 1816 und Dezember 1821 erbaut wurde. Das „Bonner Tor“ (Bunre portze) war eines von ursprünglich zwölf städtischen Turmtoren, ursprünglich dreigeschossig mit Spitzbogenportalen, einfach gestuft, seine Durchfahrt hatte Kreuzgratgewölbe. An seiner Stelle steht heute der Großmarkt Köln. Das heute ebenfalls nicht mehr existierende Fort III (Bonner Wall Nr. 108–110) entstand zwischen 1843 und 1847.
Die Leybold GmbH in Nr. 498 begann im Mai 1851 mit Ernst Leybold (1824–1907) als Mitgesellschafter der „Leybold & Kothe“ und spezialisierte sich auf die Vakuumtechnik. Leybold erwarb im Februar 1868 ein rund 60 Hektar großes Areal mit Herrenhaus und Gutshof in der später entstehenden Villenkolonie Köln-Marienburg, dessen Felder bis zur Bonner Straße reichten, vom Bankhaus Sal. Oppenheim. Der Unternehmer Carl Friedrich Mann erwarb ab 1869 ein Gelände beiderseits von Bonner und Brühler Straße und ließ dort Häuser errichten. Das Areal mit der 1876 erbauten Villa Lenders nannte er Mannsfeld, das 1945 in den Stadtteilen Bayenthal und Raderberg aufging. Vom ehemaligen Bayenthaler Friedhof in Arnoldshöhe aus 1876 ist nur noch das renovierte Hochkreuz erhalten; seine Belegzeit endete 1914.
Den heutigen Straßennamen erhielt die Bonner Straße am 10. Mai 1883, erst am 20. Dezember 1883 benannte die Stadtverordnetenversammlung den Chlodwigplatz als südlichsten Teil der Kölner Ringe. Den Sternplatz an der Bonner Straße, den die Kreuzung mit der Elsaß- bzw. Darmstädter und der Kurfürstenstraße bzw. Zugweg bildet, benannten die Stadtverordneten am 14. August 1884 in Bonner Platz. Im Jahre 1878 entstand an Nr. 324 eine Dampfbrauerei durch den Brauer Joseph Stauff.

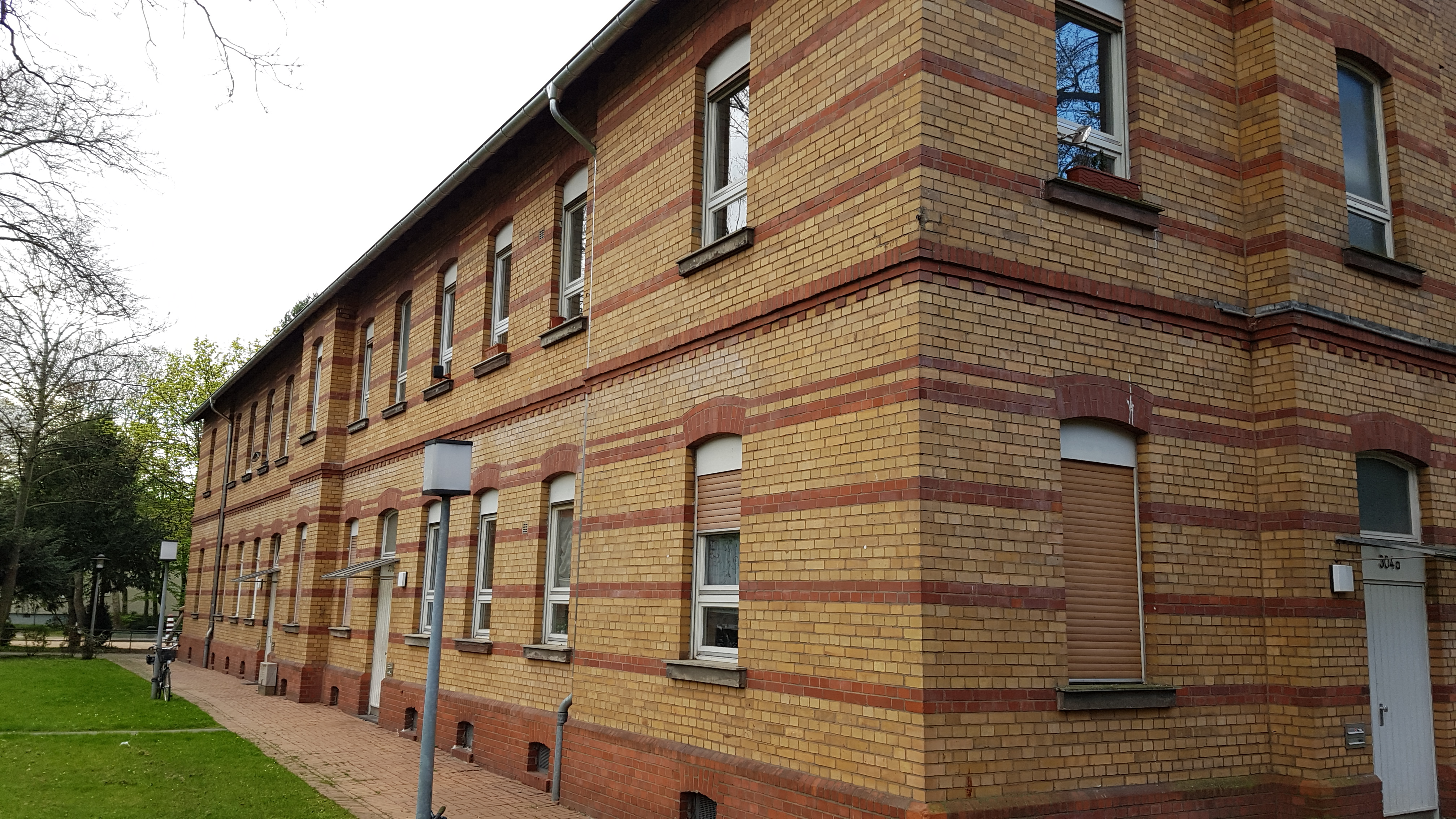
Bonner Straße 304a-e – Arbeitersiedlung Wilhelmsruh (1889)
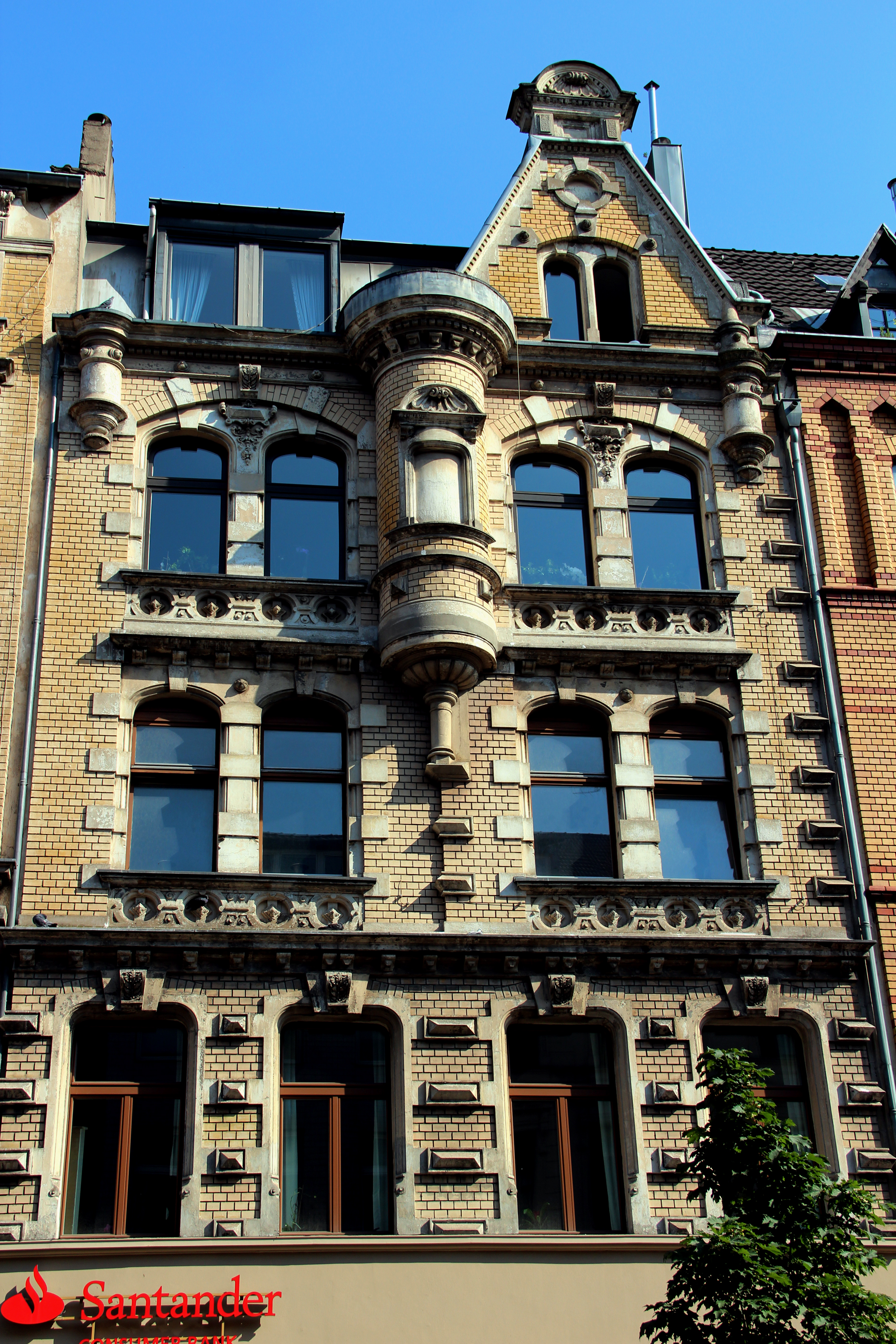
Bonner Straße 15–17
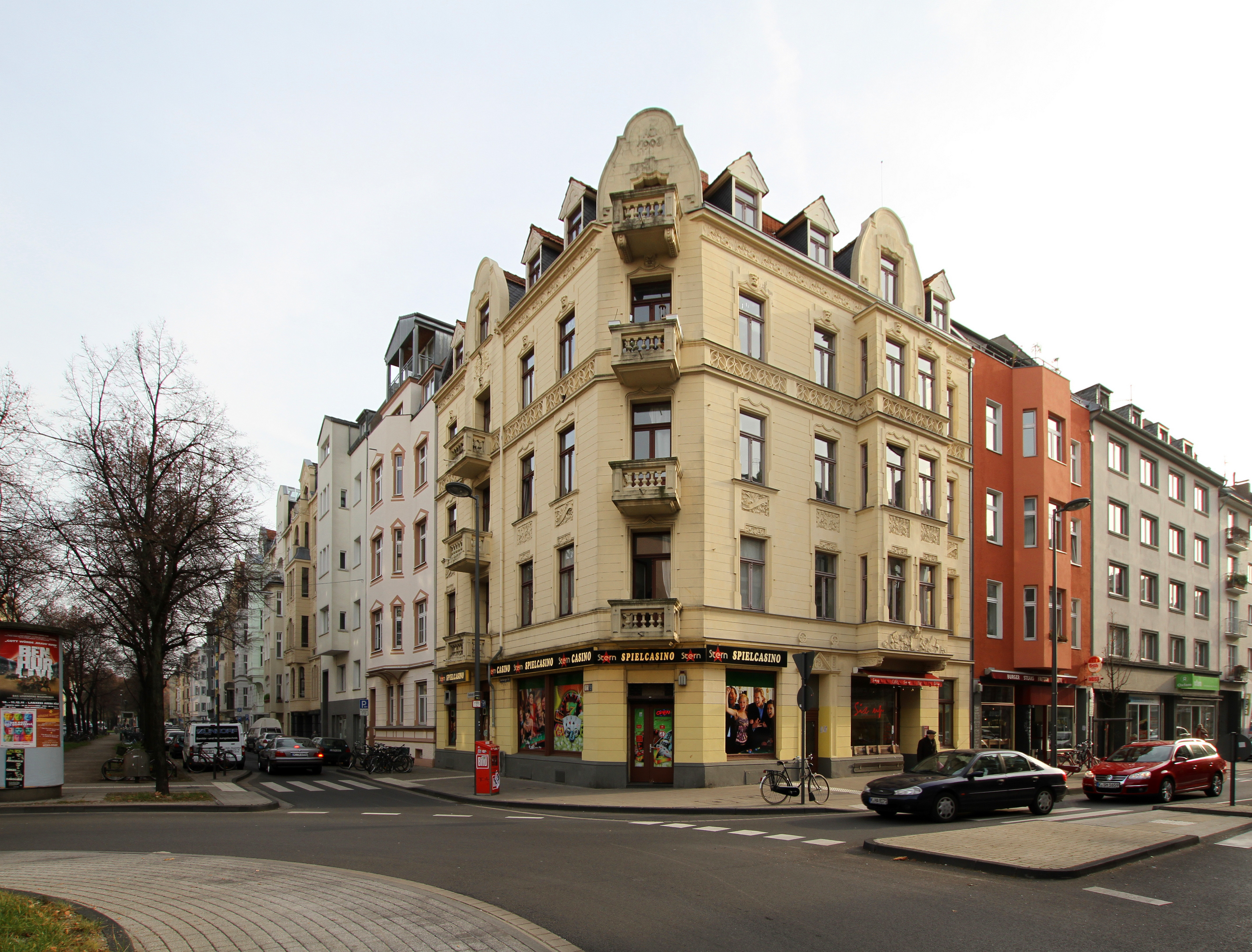
Bonner Straße 41 (1903)
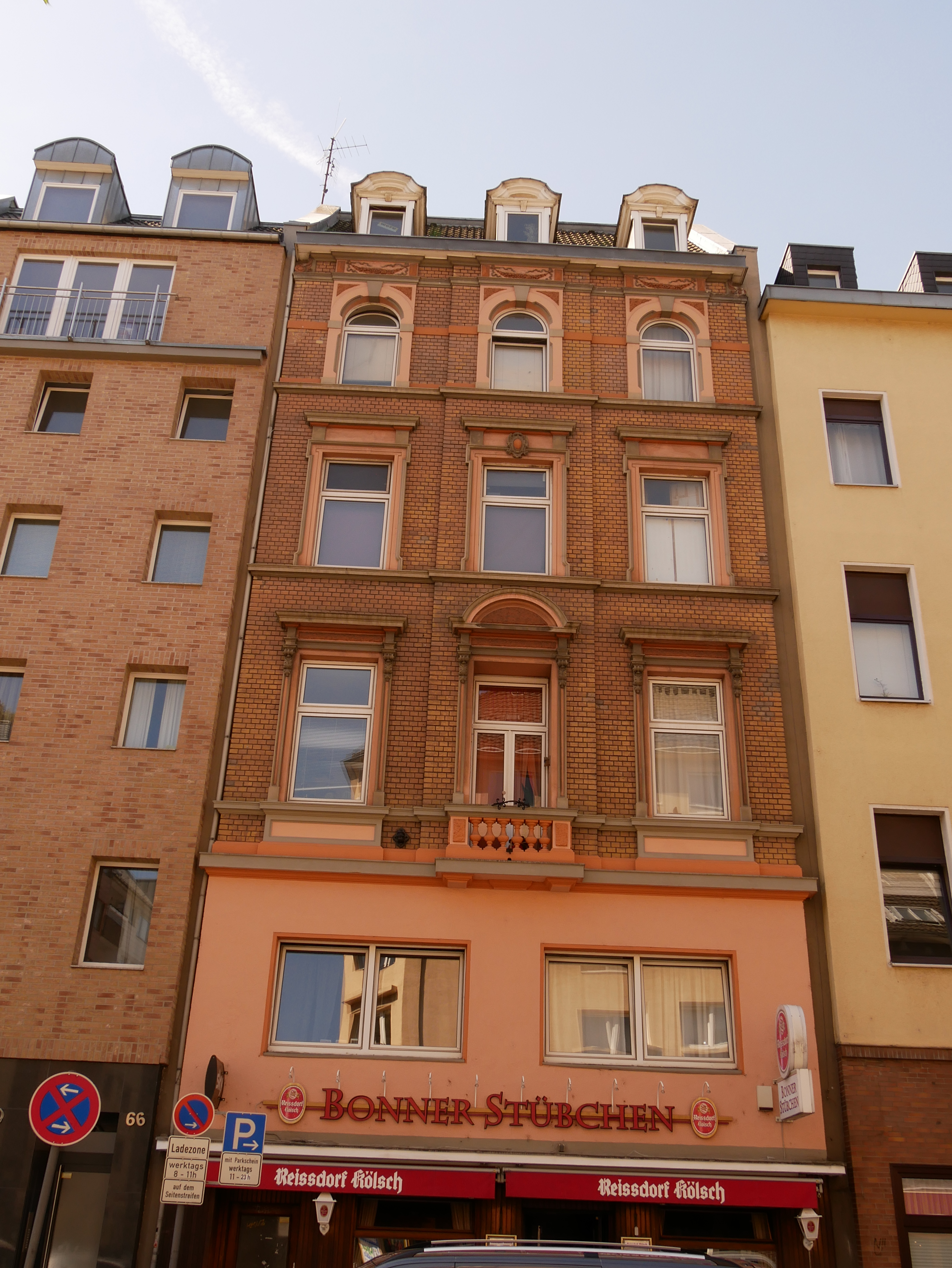
Bonner Straße 64 (um 1890)
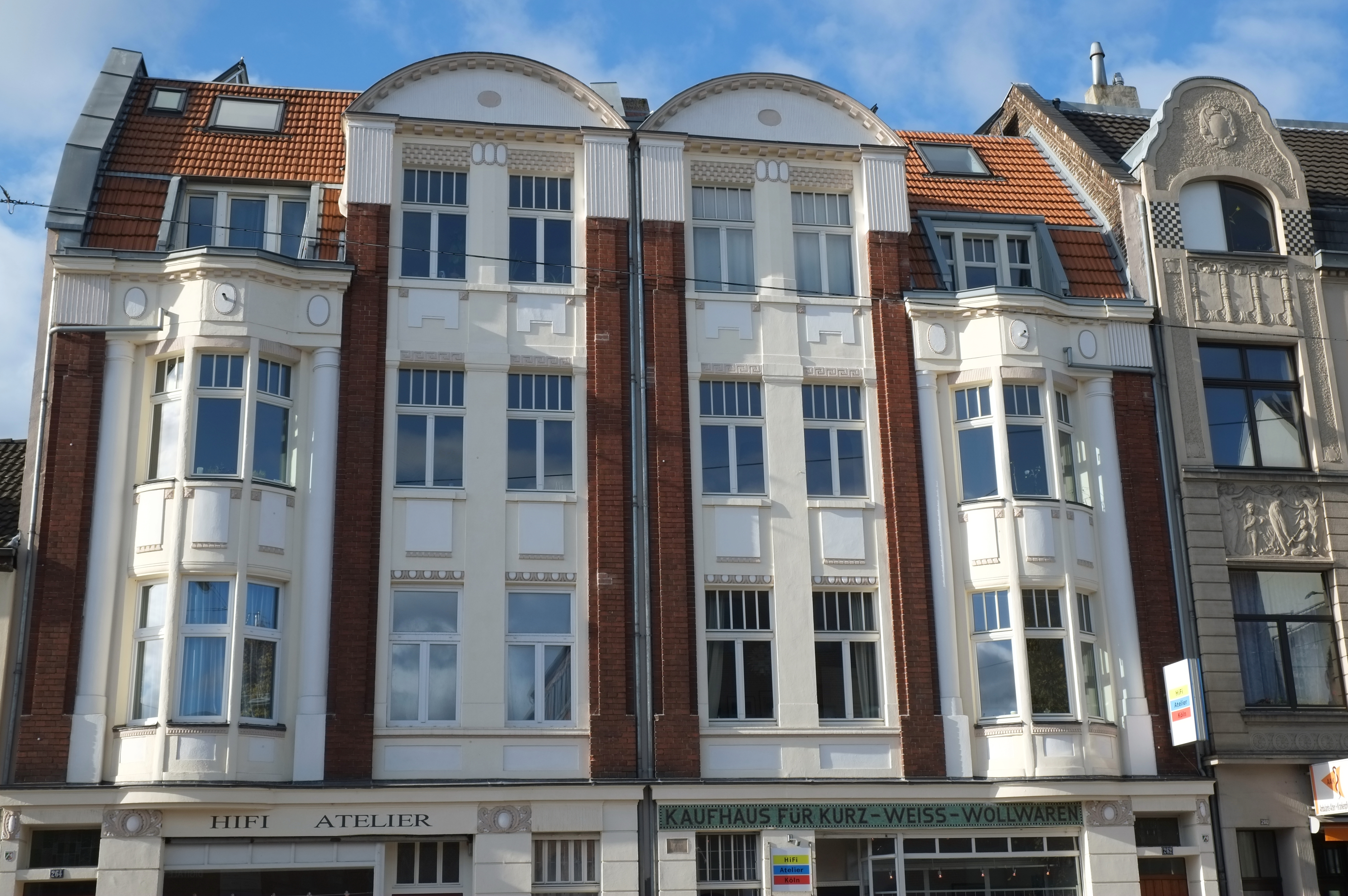
Bonner Straße 262–264
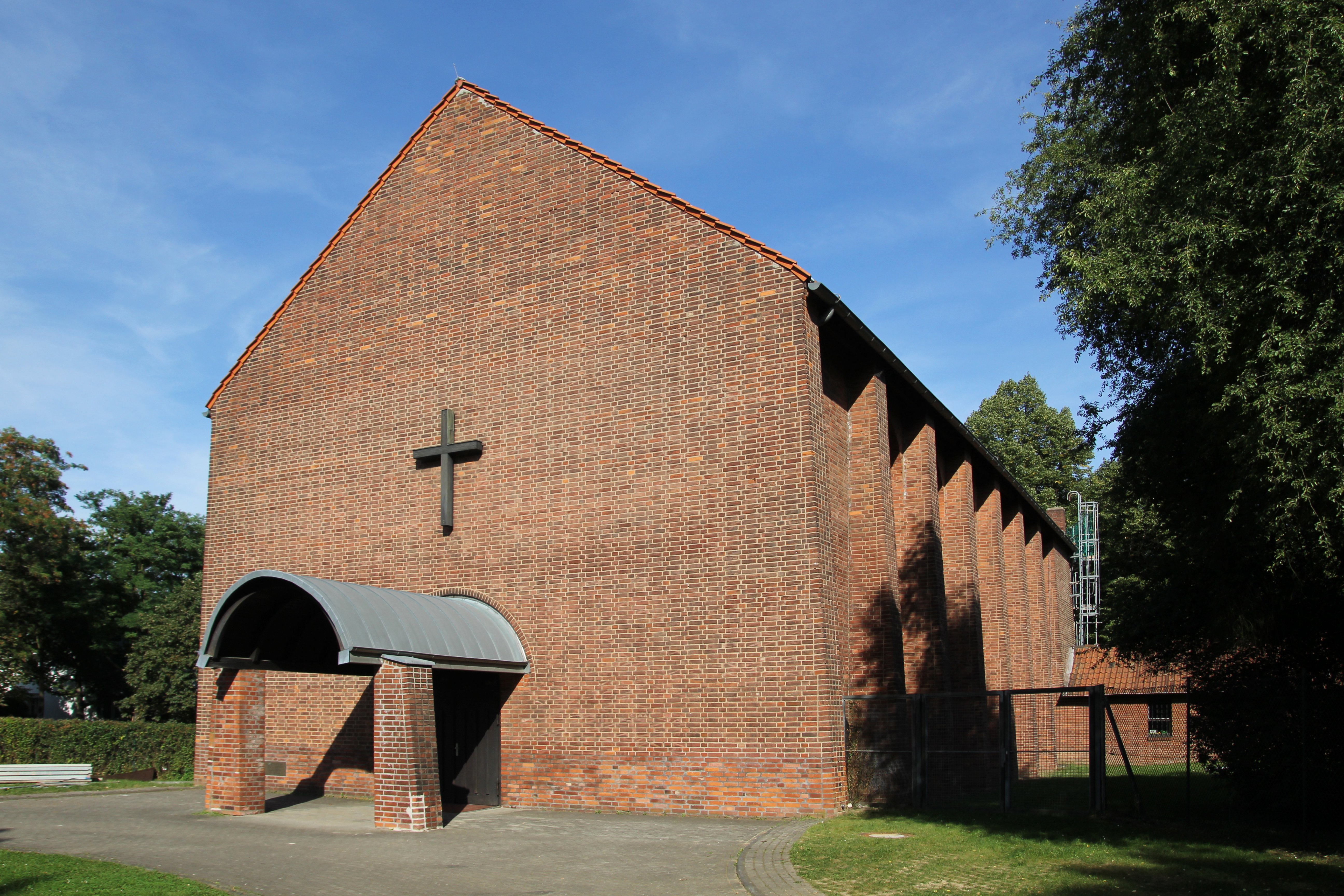
Bonner Straße 549 (Allerheiligenkirche, 1951)
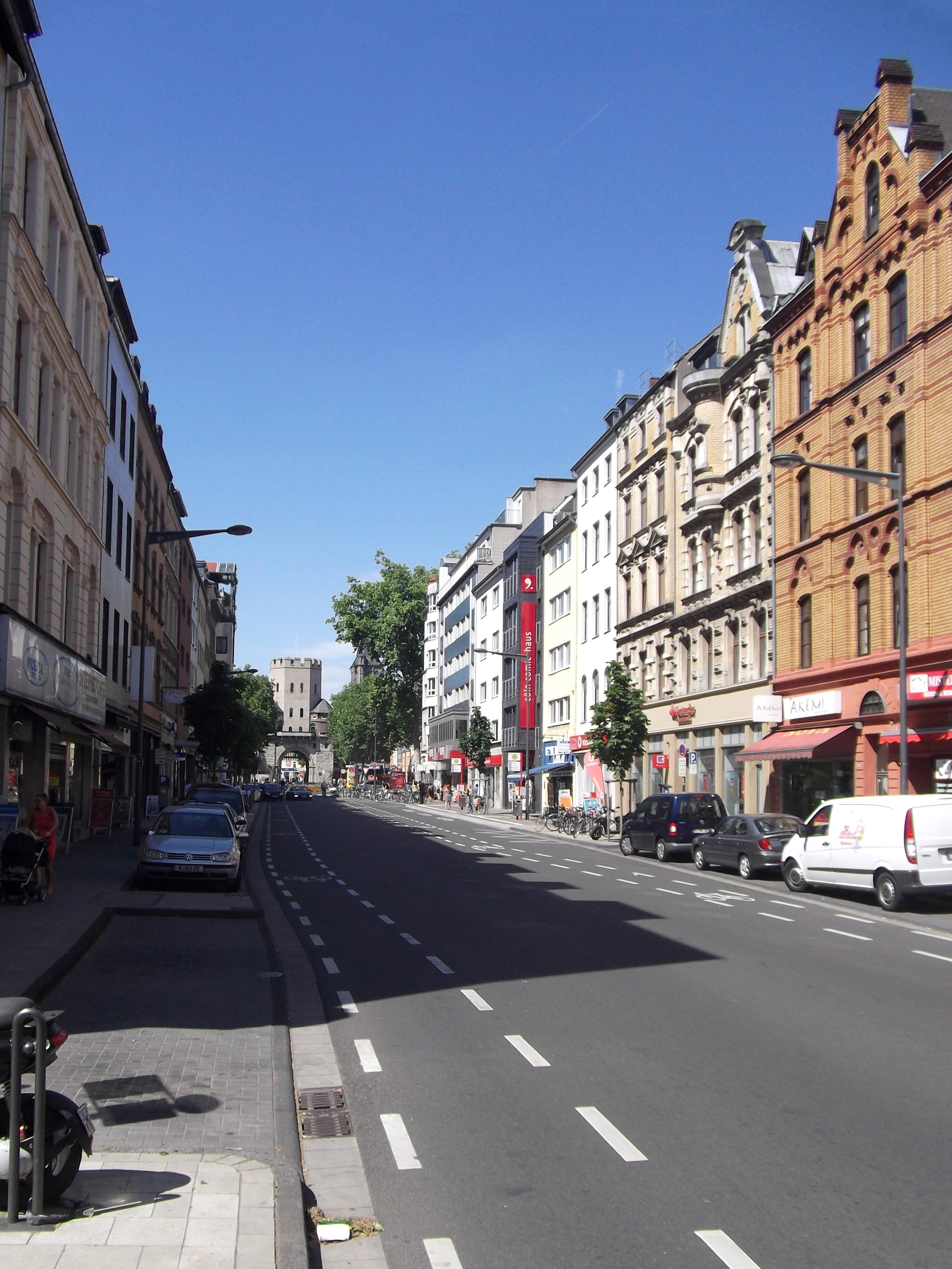
Bonner Straße – Blick zum Chlodwigplatz und Severinstor (Juni 2011)

Baubeginn für die „Arbeiter-Colonie Wilhelmsruh“ war der 24. März 1888, erbaut durch Gerhard vom Rath. Der Grundriss der Siedlung mit 33 Häusern in sieben Häusergruppen (Bonner Straße Nr. 304a-e und 310a-r) ist rechteckig und wird von der Bonner Straße und der Rheinsteinstraße begrenzt. Auf einem Areal von 4,5 Hektar wohnten 900 Mieter. Die meisten Wohnhäuser entstanden auf der Bonner Straße zwischen 1890 und 1904, so etwa das Haus in Nr. 64. Am 10. August 1899 eröffnete an der Bonner Straße der Güterbahnhof Köln-Bonntor, ein Teil der Güterumgehungsbahn Köln, im Jahre 1980 stillgelegt. Die Gebrüder Stollwerck bauten an der Bonner Straße/Gürtel bis zum Jahre 1902 Häuser für die Meister ihrer Firma (Siedlung „Frieden“). Es handelte sich um sechs villenartige Häuser für 40 Familien mit den Namen eines „verdienten Meisters“ wie etwa „Villa Dellbrouck“.

### Neuzeit
Am 22. Juli 1909 ging die Arbeitersiedlung Wilhelmsruh auf die Stadt Köln über. Ecke Gaedestraße wurde die 1911 gebaute Kaserne Arnoldshöhe bezogen. Der Kölner Turnverein von 1843 musste 1919 seine Sportanlage Militärringstraße/Ecke Bonner Straße wegen der Bauplanung zur Autobahn Köln-Bonn aufgeben. Der Bau der ältesten deutschen Autobahn begann im Oktober 1928, sie wurde am 6. August 1932 durch den Kölner Oberbürgermeister Konrad Adenauer eingeweiht. Somit ließ nicht – wie die spätere NS-Propaganda meldete – Adolf Hitler, sondern Adenauer die erste Autobahn bauen. Formal galt sie als „Kraftwagenstraße“ und hieß „Landstraße 185“ als südliche Verlängerung der Bonner Straße. Eine eigens hierfür in Kraft getretene „Polizeiverordnung über die Benutzung und den Ausbau an der Kraftwagenstraße Köln – Bonn“ vom 2. August 1932 bestimmte, dass die 12 Meter breite und 18,5 Kilometer lange Straße nur dem Verkehr der Kraftwagen vorbehalten sein sollte. Erst im April 1959 wurde die "Diplomatenrennbahn" formal als Bundesautobahn eingestuft.
Wegen der Bauarbeiten am Güterbahnhof Bonntor wurden seit 1922 die Ausgrabungen des Judenbüchel auf den Judenfriedhof an der Venloer Straße umgebettet. Zwischen 1921 und 1923 entstand in Nr. 537–545 ein Wohnblock für die britische Besatzungsmacht. Die ehemaligen Wirtschaftsgebäude der Kaserne Arnoldshöhe wurden zu einem Heim für erholungsbedürftige Männer umgebaut und als Ledigenheim Arnoldshöhe (100 Betten) im Oktober 1927 in Betrieb genommen. Am 15. Dezember 1951 fand die die Einweihung der Allerheiligenkirche (englisch All Saints Church) der Anglikanisch Episkopalen Kirchengemeinde Köln/Bonn in Nr. 549 statt.
Im November 2013 erwarb die Stadt Köln das 15,2 Hektar große Gelände des ehemaligen Güterbahnhofs Köln-Bonntor. Die der Stadt Köln gehörende Villa Lenders musste im März 2018 dem Bau der Nord-Süd-Stadtbahn weichen. Bei dieser Nord-Süd-Stadtbahn begannen im Januar 2009 die Bauarbeiten für die zweite Baustufe zwischen Bonner Wall und Rhein. Im Dezember 2015 erfolgte die Inbetriebnahme des südlichen Abschnitts der Nord-Süd-Stadtbahn ab dem U-Bahnhof Severinstraße. Die dort verkehrende Linie 17 fährt von der Severinstraße über die Haltestelle Bonner Wall und den zweiten Bauabschnitt zur Strecke der Rheinuferbahn und endet in Rodenkirchen bzw. Sürth. Die Nord-Süd Stadtbahn wird von der Haltestelle Marktstraße über die Bonner Straße bis zum Verteilerkreis Süd verlängert, wo künftig die Stadtbahn-Linie 5 verkehren soll.
Wichtige Kreuzungen oder Querstraßen der Bonner Straße sind Zugweg/Kurfürstenstraße, Teutoburger Straße/Rolandstraße, Schönhauser Straße/Marktstraße mit dem Großmarkt Köln, Brühler Straße und Lindenallee (Verbindung zur Villenkolonie Köln-Marienburg) und Bayenthalgürtel/Raderberggürtel.
Eine weitere Bonner Straße gibt es im Kölner Stadtgebiet auch in Köln-Porz.